# Четін Інанч
Четін Інанч (тур. Çetin İnanç; нар.. 1941, Анкара) — турецький кінорежисер. За його швидкі зйомки фільмів він відомий як режисер-реактив. Став відомим після виходу фільму Людина, яка рятує світ (1982 фільм).

## Кар'єра
Четін Інанч народився 12 вересня 1941 року в Анкарі. Пізніше сім'я переїхала до Стамбула і Четін Інанч закінчив освіту в Середній школі Кабаташа (тур. Kabataş Boys). Два роки після закінчення середньої школи вивчав юридичне право, одружився. Активно співпрацював з Орханом Гюншраєм. Познайомився з такими знаменитостями як Атіф Їлмаз, Шетін Тунка, Шетін Гюртоп, Ерол Батібекі та Ахмет Данял Топатан. Увійшов до знімальної групи Атіфа Їлмаза як помічник режисера у фільмі Аллах Чезані Версін Осман Бей. Пізніше він виступав першим помічником режисера у фільмі Наречена на одну ніч, який знімався разом з Орханом Гюншраєм та Генюлем Язаром. Покинувши юридичну школу, почав активно зніматися в фільмах. 
У 1963 році пішов до лав турецької армії . Після служби в армії, Інанч, який через свої фінансові проблеми був зобов'язаний знімати швидкі та бюджетні картини, зняв фільми "Еко", до яких увійшли "Червона маска", "Демір Клів" та "Їлмаз Коксал". Картини були зроблені під впливом американського кіно та західних фільмів, тож наробили багато галасу в Єсільчамі. Четін Інанч зробив серію секс-фільмів з такими акторами, як Айдемір Акбаш та Алев Сезер, а також в епоху еротичних фільмів зняв картину «Вулична жінка» .

## Фільмографія

### Як режисер
| - 70-ті роки - Смерть має бути - 1970 рік - Агент із золотої зброї - 1970 рік - Приємна пам’ятка - 1970 рік - Смучена біда - 1970 рік - Я хочу крові в крові - 1970 рік - Вбивці за наймом - 1970 рік - Доля королів не змінюється - 1970 рік - Koeko - 1970 - У пеклі є фестиваль - 1970 рік - Коло смерті - 1970 рік - Чорний пригадав - 1971 - Аллах зі мною - 1971 рік - Мандрівник моє серце - 1971 рік - Отрута Хафіє - 1971 - Смерть приходить до мене - 1971 - Я живу з честю - 1971 рік - Джеміле і Джеміле - 1971 рік - У мене підпис на меті - 1971 рік - Кінова - 1971 - Бомба Oski Bombbala - 1972 рік - Біч жінка - 1972 рік - Кровопролиття Ремзі - 1972 рік - Чорний диявол - 1972 рік - Мурат, Топтанелі - 1972 - Фосфорний ангел - 1972 рік - Наша місія небезпечна - 1972 рік - Кокетливе Гафіє - 1972 рік - Смерть мене лякає - Три мушкетери - 1972 рік - Помста трьох мушкетерів - 1972 рік - Непрощальне - 1972 рік - Проклята / безгрішна жінка - 1973 рік - Білал-і Хабеші - 1973 рік - Гірська вівчарка - 1973 рік - Епос - 1973 рік - Дилема долі - 1973 рік - Кара Гайдар - 1973 рік - Я люблю пригоди - 1973 рік - Гордий і сміливий - 1973 рік - Ціна кохання - 1973 рік - Епопея Юнуса Емре - 1973 рік - Бахрієлі Кемал - 1974 рік - Чорний Алі - 1974 рік - Обмивання: для Батьківщини - 1974 - Корупціонери - 1974 рік - Помста - 1974 рік - Мученики - 1974 рік - Ah Ne Адамовська мова Мигдаль - 1975 рік - П’ять Аврат мені не вистачає - 1975 рік - Дочки Халиме - 1975 рік - Я король - 1975 рік - Експедиція експедиції - 1975 - Якщо ти це любиш, люби це зараз - 1975 рік - Йосма - твій поворот 1975 року - Я - Кокетливий Говардей - 1975 рік - Миттєвий друк - 1975 - Вас покарають - 1976 рік - Знайдений Іден - 1976 рік - Експати Повернення - 1976 рік - Гріх - 1976 - Це доля - 1976 рік - Ви не можете уникнути закону - 1976 - Зникаюча Felicity - 1976 рік - Лопата човна - 1976 рік - Страшний сумнів - 1976 рік - Curl but Break - 1976 - Вулична жінка - 1976 рік - Яєчний жовток - 1976 рік - Скажіть, не дозволяйте матері плакати - 1976 рік - Брехня - 1976 - Робота плутаються / Цюхту - 1976 - Середземноморський орел - 1976 рік - Період любові - 1976 рік - Король присосок - 1976 рік - Дивно - 1977 рік - Генюль Ферман не слухає - 1977 рік - Останній сміявся повний Гюлер - 1977 рік - Влучити в очі - 1977 рік - Приємно жити - 1977 рік - Подвійне весілля - 1977 рік - Закон любові - 1978 рік - Тепло кохання - 1978 рік - Ніколи не прощай - 1978 рік - Рука Baby Baby Baby - 1978 рік - Теплі губи - 1978 рік - Серце проти серця - 1978 рік - Це тут чи це - 1978 рік - Ганьба - 1978 рік - Що буде тепер - 1978 рік - Складна гра «Бозар» - 1978 рік - Сім Унутмаз - 1978 рік - Божевільна жінка / кохання чи смерть ... - 1978 - Раса смерті - 1979 рік - Прощаюча дитина - 1979 рік - Медовий мигдаль - 1979 рік - Проститутка / повія - 1979 рік - М'ясо з фаршем Бела / Дільмо ... - 1979 - Сім Севене - 1979 рік | - 60-ті роки - Вбивство проти життя - 1967 рік - Сталеве зап'ястя - 1967 рік - Король Кім - 1968 рік - Червона маска - 1968 рік - Повстанський хуліган - 1969 рік - Король століття - 1969 рік - Залізний кіготь - 1969 рік - Війна залізних кігтів шпигунів - 1969 рік - Бугеман - 1969 - Гарібанларський район - 1969 рік - Цільові стрільці - 1969 рік - 80-ті роки - Весна кохання - 1981 рік - Я на шиї Хамайли - 1981 рік - Чорний Бахтім - 1981 рік - Я люблю Бога - 1981 рік - Вода - 1981 рік - Чотири сторони пекла - 1982 рік - Наше сусідство - 1982 рік - Наручники - 1982 рік - Згой - 1982 рік - Гіргір Алі - 1982 рік - Останній воїн - 1982 рік - Людина, яка врятувала світ - 1982 рік - Безсмертний - 1982 рік - Останній крок до смерті - 1983 рік - Пустеля - 1983 рік - Найбільший кулак - 1983 рік - Менлі - 1983 рік - Виконання - 1983 рік - Дика кров - 1983 рік - Помста моя - 1983 рік - Голодні орли - 1984 рік - Боєць смерті - 1984 рік - Сиріт Емра - 1984 рік - Гігантська кров - 1984 рік - Божевільний картридж - 1984 рік - Чорна блискавка 1 - 1985 - Тигри - 1985 рік - Я вмираю тисячу разів - 1985 - Останній переворот - 1985 рік - Повстанський хуліган - 1986 рік - Безстрашний - 1986 рік - Страйк смерті - 1986 рік - Месник - 1986 рік - Султан місяця Рамазан - 1987 рік | - 90-ті - Поліція - 1992, серіал - Комар - 1993, серіал - Милосердя - 1993, серіал - Пляшки - 1993, серіал - Наркотики - 1994, серіал - Моя дочка Осман - 1998 р., Серіал - Караоглан - 2002, серіал |
| --- | --- | --- |
| | Як с ценарист | |
| 1960-ті роки | 1970 рік | 1980 рік |
| - Вбивство проти життя - 1967 рік - Вбивство проти літаючої людини - 1967 рік - Вбивство в Стамбулі - 1967 рік - Капітан Кемаль - 1967 рік - Сталеве зап'ястя - 1967 рік - Гірка помста - 1968 рік - Король Кім - 1968 рік - Червона маска - 1968 рік - Повстанський хуліган - 1969 рік - Король століття - 1969 рік - Залізний кіготь - 1969 рік - Війна залізних кігтів шпигунів - 1969 рік - Бугеман - 1969 - Гарібанларський район - 1969 рік - Цільові стрільці - 1969 рік - Смерть необхідна - 1969 рік | - Агент із золотої зброї - 1970 рік - У пеклі є фестиваль - 1970 рік - Я хочу крові в крові - 1970 рік - Вбивці за наймом - 1970 рік - Доля королів не змінюється - 1970 рік - Koeko - 1970 - Коло смерті - 1970 рік - Аллах зі мною - 1971 рік - Мандрівник моє серце - 1971 рік - Джеміле і Джеміле - 1971 рік - Чорний пригадав - 1971 - Смерть приходить до мене - 1971 - Я живу з честю - 1971 рік - У мене підпис на меті - 1971 рік - Чорний диявол - 1972 рік - Кровопролиття Ремзі - 1972 рік - Наша місія небезпечна - 1972 рік - Фосфорний ангел - 1972 рік - Бомба Oski Bombbala - 1972 рік - Мурат, Топтанелі - 1972 - Кокетливе Гафіє - 1972 рік - Смерть боїться мене - 1972 рік - Три мушкетери - 1972 рік - Непрощальне - 1973 рік - Епос - 1973 рік - Дилема долі - 1973 рік - Кара Гайдар - 1973 рік - Я люблю пригоди - 1973 рік - Гордий і сміливий - 1973 рік - Обмивання: для Батьківщини - 1974 - Ah Ne Адамовська мова Мигдаль - 1975 рік - Безтурботно / закінчити штепсельну вилку ... - 1975 - Якщо ти це любиш, люби це зараз - 1975 рік - Миттєвий друк - 1975 - Ви не можете уникнути закону - 1976 - Гріх - 1976 - Лопата човна - 1976 рік - Страшний сумнів - 1976 рік - Curl but Break - 1976 - Де на побачення - 1976 рік - Вулична жінка - 1976 рік - Яєчний жовток - 1976 рік - Робота плутаються / Цюхту - 1976 - Подвійне весілля - 1977 рік - Останній сміявся повний Гюлер - 1977 рік - Період кохання - 1977 рік - Середземноморський орел - 1977 рік - Прощаюча дитина - 1979 рік - Медовий мигдаль - 1979 рік | - Чотири сторони пекла - 1982 рік - Згой - 1982 рік - Найбільш магія |